# Casey Kotchman
Casey John Kotchman (né le 22 février 1983 à St. Petersburg, Floride, États-Unis) est un ancien joueur de premier but de la Ligue majeure de baseball qui évolue de 2004 à 2013.

## Carrière

### Angels d'Anaheim
Après des études secondaires à la Seminole High School de Seminole (Floride), Casey Kotchman est repêché le 5 juin 2001 par les Angels de Los Angeles d'Anaheim au premier tour de sélection (13e choix). Il perçoit un bonus de 1,5 million de dollars à la signature de son premier contrat professionnel le 28 juillet 2001. 
Il passe trois saisons en Ligues mineures avant d'effectuer ses débuts en Ligue majeure le 9 mai 2004.

### Braves d'Atlanta
Kotchman est transféré aux Braves d'Atlanta le 29 juillet 2008 avec le jeune Steve Marek en retour de Mark Teixeira.

### Red Sox de Boston
Le 31 juillet 2009, Kotchman est échangé des Braves d'Atlanta aux Red Sox de Boston en retour du joueur de premier but Adam LaRoche.

### Mariners de Seattle
Kotchman rejoint les Mariners de Seattle le 7 janvier 2010 en échange de Bill Hall. Il produit 51 points en 2010 avec l'équipe de dernière place, mais sa moyenne au bâton n'est guère impressionnante, n'atteignant que,217. Le 4 novembre 2010, il devient agent libre.

### Rays de Tampa Bay
Le 28 janvier, Kotchman signe comme agent libre avec les Rays de Tampa Bay. En 146 parties jouées, il affiche sa moyenne au bâton la plus élevée en carrière. À ,306 celle-ci est une amélioration notable après sa piètre moyenne de ,217 l'année précédente avec Seattle. Ses 153 coups sûrs sont aussi un nouveau sommet en carrière. Il produit deux points dans la défaite des Rays en Série de divisions face aux Rangers du Texas.

### Indians de Cleveland
Le 3 février 2012, il signe un contrat de trois millions de dollars pour une saison avec les Indians de Cleveland. Joueur de premier but, il dispute un total de 142 rencontres en 2012 et réussit 12 circuits. Il récolte 55 points produits mais sa moyenne au bâton ne s'élève qu'à ,229.

### Marlins de Miami
Devenu agent libre, Kotchman signe le 15 février 2013 une entente d'une saison avec les Marlins de Miami. Il ne joue que 6 matchs pour eux et est sans contrat en 2014. En mars 2015, il signe un contrat des ligues mineures avec les Royals de Kansas City.

## Statistiques
| Saison | Équipe    | G   | AB   | R   | H   | 2B  | 3B | HR | RBI | SB | BA    |
| ------ | --------- | --- | ---- | --- | --- | --- | -- | -- | --- | -- | ----- |
| 2004   | LA Angels | 38  | 116  | 7   | 26  | 6   | 0  | 0  | 15  | 3  | 0,224 |
| 2005   | LA Angels | 47  | 126  | 16  | 35  | 5   | 0  | 7  | 22  | 1  | 0,278 |
| 2006   | LA Angels | 29  | 79   | 6   | 12  | 2   | 0  | 1  | 6   | 0  | 0,152 |
| 2007   | LA Angels | 137 | 443  | 64  | 131 | 37  | 3  | 11 | 68  | 2  | 0,296 |
| 2008   | LA Angels | 100 | 373  | 47  | 107 | 24  | 0  | 12 | 54  | 2  | 0,287 |
| 2008   | Atlanta   | 43  | 152  | 18  | 36  | 4   | 1  | 2  | 20  | 0  | 0,237 |
| 2009   | Atlanta   | 87  | 298  | 28  | 84  | 20  | 0  | 6  | 41  | 0  | 0,282 |
| 2009   | Boston    | 39  | 87   | 9   | 19  | 3   | 0  | 1  | 7   | 1  | 0,218 |
| 2010   | Seattle   | 125 | 414  | 37  | 90  | 20  | 1  | 9  | 51  | 0  | 0,217 |
| Totaux | Totaux    | 645 | 2088 | 232 | 540 | 121 | 5  | 59 | 284 | 9  | 0,259 |

| Saison | Équipe    | G  | AB | R | H | 2B | 3B | HR | RBI | SB | BA    |
| ------ | --------- | -- | -- | - | - | -- | -- | -- | --- | -- | ----- |
| 2004   | LA Angels | 2  | 1  | 0 | 0 | 0  | 0  | 0  | 0   | 0  | 0,000 |
| 2005   | LA Angels | 4  | 9  | 0 | 1 | 0  | 0  | 0  | 1   | 0  | 0,222 |
| 2007   | LA Angels | 2  | 5  | 1 | 0 | 0  | 0  | 0  | 0   | 0  | 0,000 |
| 2009   | Boston    | 3  | 1  | 0 | 0 | 0  | 0  | 0  | 0   | 0  | 0,000 |
| Totaux | Totaux    | 11 | 16 | 1 | 2 | 1  | 0  | 0  | 1   | 0  | 0,125 |

Note : G = Matches joués ; AB = Passages au bâton; R = Points ; H = Coups sûrs ; 2B = Doubles ; 3B = Triples ; 
HR = Coup de circuit ; RBI = Points produits ; SB = Buts volés ; BA = Moyenne au bâton.